# Echidnopsis similis
Echidnopsis similis là một loài thực vật có hoa trong họ La bố ma. Loài này được Plowes mô tả khoa học đầu tiên năm 1993.